# Timo Eder
Timo Eder (ur. 11 czerwca 2005 w Ludwigsburgu) – niemiecki gimnastyk, olimpijczyk z Paryża 2024, mistrz Europy i wicemistrz świata juniorów.

## Udział w zawodach międzynarodowych
| Impreza                     | Rok  | Miejsce | Konkurencja                | Wynik |                      |      |       |                    |     |
| --------------------------- | ---- | ------- | -------------------------- | ----- | -------------------- | ---- | ----- | ------------------ | --- |
| Impreza                     | Rok  | Miejsce | Konkurencja                | Wynik | Igrzyska olimpijskie | 2024 | Paryż | wielobój drużynowy | 39. |
| Mistrzostwa Europy          | 2025 | Lipsk   | ćwiczenia wolne            | 13.   |                      |      |       |                    |     |
| Mistrzostwa Europy          | 2025 | Lipsk   | wielobój drużynowy         | 4.    |                      |      |       |                    |     |
| Mistrzostwa Europy          | 2025 | Lipsk   | wielobój drużynowy mikstów | 01 !  |                      |      |       |                    |     |
| Mistrzostwa świata juniorów | 2023 | Antalya | ćwiczenia wolne            | 02 !  |                      |      |       |                    |     |